# San Bernardino (estado de México)
La localidad de San Bernardino, se ubica en el municipio de Texcoco, Estado de México. Cuenta con una población total de 5,667 habitantes (INEGI 2010), de los cuales 2,889 son mujeres y 2,778 hombres; en mapas que datan del año 1749, muestran que el poblado colindaba al sur con algunos pantanos y la casa de Nicolás Rivas (poseedor de tierras vecinas a la Hacienda la Concepción/Chapingo); aquí se encontraba uno de los embarcaderos usados para enviar productos al de San Lázaro en la Ciudad de México; cabe mencionar que esto perteneció al Lago de Texcoco. Actualmente colinda con el Colegio de Posgraduados, con Boyeros y con la Universidad Autónoma Chapingo.
En esta comunidad cuenta con una gran iglesia hermosa de grandes jardines y una estructura arquitectónica impresionante, la cual es visitada por personas de otros poblados y países para realizar sus eventos religiosos; como bodas, quince años, bautizos, etc, en ella se celebran cuatro festividades al año a diferentes santos, una solo es representativa en el mes de marzo al Señor de Tepalcingo, en el mes de mayo se celebra en grande a su santo Patrón el Señor San Bernardino de Siena con la fiesta más grande del año llena de juegos pirotécnicos, artesanías, variedad de juegos mecánicos para todas las edades, gastronomía, zona de baile donde se presentan diferentes agrupaciones locales para darse a conocer e incentivar la sana convivencia juvenil,bailes públicos del pueblo con los mejores artistas del momento, así también como un espacio donde se presenta el ganado, flora y fauna del lugar. En el mes de julio se celebra de menor tamaño al Señor Santiago en casa de los integrantes del grupo de danza Santiaga con sombrero y espada luchando con moros vestidos con capa y corona. Por último en el mes de diciembre el día 12 a la Virgen de Guadalupe.
La Iglesia de San Bernardino se encuentra en el municipio de Texcoco, en el Estado de México. Fue construida en el siglo XVI y es uno de los monumentos más representativos de la ciudad. La parroquia está dedicada a San Bernardino de Siena, un santo quién predicó la palabra de Dios y es muy milagroso, el era Italiano, es venerado por los habitantes de Texcoco y gente de todo el Mundo a quien en más de una ocasión les ha cumplido milagros.
Todos lo visitan en la fiesta en el mes de mayo y la cual su fiesta es la más grande! del año por ser el patrón del pueblo después de la fiesta del señor de Tepalcingo el cual se le hacen honores con una fiesta menor en representación a su lugar de origen. 